# Listă de orașe din statul Wisconsin
Listă alfabetică a orașelor din statul Wisconsin, SUA
| - Abbotsford - Altoona - Amery - Antigo - Appleton - Arcadia - Arlington - Ashland - Atkinson - Babcock - Baraboo - Bayfield - Beaver Dam - Belgium - Beloit - Berlin - Black Creek - Blaine - Bonduel - Boscobel - Boyceville - Brillion - Bristol - Brookfield - Brown Deer - Burlington - Butler - Butternut - Camp Douglas - Cedar Grove - Cedarburg - Chilton - Chippewa Falls - Cleveland - Clintonville - Columbus - Combined Locks - Cross Plains - Cudahy - De Forest - De Pere - Deerfield - Delavan - Dorchester - Dresser - Durand - Eagle River - East London - Eau Claire - Eden - Edgar - Edgerton - Elkhorn - Excel Corp - Fenimore - Fond du Lac - Fort Atkinson - Franklin - Franksville - Friendship - Genesee - Germantown - Gillett - Glendale - Goodman - Grafton - Grantsburg - Green Bay | - Gresham - Hager City - Hales Corners - Hartford - Hawkins - Hayward - Hilbert - Holmen - Horicon - Hudson - Jackson - Jamesville - Janesville - Jefferson - Jefferson Junction - Johnson Creek - Jonesville - Juneau - Kaukauna - Kenosha - Kewaskum - Kimberly - Kohler - La Crosse - Lake Geneva - Lake Mills - Land O' Lakes - Laona - Lena - Little Chute - Lomira - Lone Rock - Lowell - Luck - Madison - Manawa - Manitowoc - Marathon - Marinette - Markesan - Marshfield - Mayville - Medford - Menasha - Menomonee Falls - Menomonie - Menonmone - Mequon - Merrill - Middleton - Milwaukee - Minocqua - Monomnie - Monroe - Muscoda - Neenah - New Berlin - New Holstein - New London - New Richmond - Newald - Niagara - North Prairie - Oak Creek - Oakfield - Oconomowoc - Oconto Falls - Onalaska | - Oneida - Oregon - Osceola - Oshkosh - Osseo - Park Falls - Paw Paw - Peshtigo - Pewaukee - Philips - Plover - Plymouth - Port Edwards - Port Washington - Portage - Powers Lake - Poynette - Prairie du Chien - Prentice - Racine - Randolph - Rhinelander - Rice Lake - Richland Center - Ridgeway - Ripon - River Falls - Rosendale - Rothschild - Schofield - Seymour - Shawano - Sheboygan - Sheboygan Falls - Sparta - Spencer - Spooner - St. Nazianz - Stevens Point - Sturgeon Bay - Sturtevant - Sun Prairie - Superior - Suring - Sussex - Taylor - Trevor - Two Rivers - Union Grove - Vesper - Walworth - Waterloo - Watertown - Waukesha - Waunakee - Wausau - Wautoma - Wauwatosa - Waxdale - West Bend - West Salem - Weyauwega - Wheatland - Whitehall - Whiting - Windsor - Wisconsin Rapids - Wyoming |